# Kabupaten Berau
Kabupaten Berau är ett kabupaten i Indonesien.   Det ligger i provinsen Kalimantan Timur, i den norra delen av landet, 1 500 km nordost om huvudstaden Jakarta. Antalet invånare är 179 079.